# Старокожевка
Староко́жевка (бел. Старакожаўка) — деревня в составе Михеевского сельсовета Дрибинского района Могилёвской области Республики Беларусь.

## Население
- 1999 год — 189 человек
- 2010 год — 60 человек
- 2019 год — 18 человек[3]

## Знаменитые земляки
- Сеньков Тит Григорьевич - Герой Советского Союза.
- Равовой Петр Устинович - кандидат технических наук, профессор.